# Famous Idaho Potato Bowl 2017
Match précédent Match suivant
Le Famous Idaho Potato Bowl 2017 est un match de football américain de niveau universitaire joué après la saison régulière de 2017, le 22 décembre 2017 à l'Albertsons Stadium de Boise dans l'état de l'Idaho aux États-Unis.
Il s'agit de la 21e édition du Famous Idaho Potato Bowl.
Le match met en présence les équipes des Chippewas de Central Michigan issus de la Mid-American Conference et des Cowboys du Wyoming issus de la Mountain West Conference.
Il débute à 16 heures locales et est retransmis en télévision sur ESPN.
Sponsorisé par la société  Idaho Potato Commission, le match est officiellement dénommé le Famous Idaho Potato Bowl 2017.
Wyoming remporte la rencontre, 37 à 14.

## Présentation du match
| Équipes                          | Conférences | Entraîneurs        | Stats. saison rég. | Classements avant le bowl CFP-AP-Coaches |
| -------------------------------- | ----------- | ------------------ | ------------------ | ---------------------------------------- |
| Chippewas de Central Michigan    | MAC         | John Bonamego (en) | 8-4                | NC                                       |
| Cowboys du Wyoming               | MWC         | Craig Bohl (en)    | 7-5                | NC                                       |
| Arbitre : Steve LaMantia (C-USA) |             |                    |                    |                                          |

Il s'agit de la 3e rencontre entre ces deux équipes (1 victoire partout), le dernier match ayant eu lieu en 2002 (victoire de CMU, 32 à 20)

### Chippewas de Central Michigan
Avec un bilan global en saison régulière de 8 victoires pour 4 défaites, Central Michigan est éligible et accepte l'invitation pour participer au Famous Idaho Potato Bowl de 2017.
Ils terminent 2e de la West Division de la Mid-American Conference derrière Toledo, avec un bilan en division de 6 victoires pour 2 défaites.
À l'issue de la saison 2017, ils n'apparaissent pas dans les classements CFP , AP et Coaches.
Il s'agit de leur toute 1re apparition au Famous Idaho Potato Bowl.

### Cowboys du Wyoming
Avec un bilan global en saison régulière de 7 victoires pour 5 défaites, Wyoming est éligible et accepte l'invitation pour participer au Famous Idaho Potato Bowl de 2017.
Ils terminent 3e de la Mountain Division de la Mountain West Conference derrière Boise State et Colorado State, avec un bilan en division de 5 victoires pour 3 défaites.
À l'issue de la saison 2017, ils n'apparaissent pas dans les classements CFP , AP et Coaches.
Il s'agit de leur toute 1re apparition au Famous Idaho Potato Bowl.

## Résumé du match
Début du match à 14 h 5 locales, fin à 17 h 22 pout une durée totale de match de 3 heures et 17 minutes.
Températures de 3 °C, vent faible d'ENE de 6 km/h à l'heure, ciel couvert.
| QT          | Temps       | Drive       | Drive       | Drive       | Équipe      | Description de l'action | Score | Score |
| QT          | Temps       | Jeux        | Yards       | TDP         | Équipe      | Description de l'action | CMU   | WYO   |
| ----------- | ----------- | ----------- | ----------- | ----------- | ----------- | --- | ----- | ----- |
| 1           | 07:55       | 5           | 46          | 02:13       | WYO         | TD de 23 yards par WR Jared Scott à la suite d'une réception d'une passe de QB Josh Allen + 1 point de conversion par K Cooper Rothe          | 0     | 7     |
| 1           | 04:38       | 5           | 24          | 02:52       | WYO         | TD de 11 yards par WR Austin Conway à la suite d'une réception d'une passe de QB Josh Allen + 1 point de conversion par K Cooper Rothe        | 0     | 14    |
| 1           | 03:10       | 3           | 85          | 01:28       | CMU         | TD de 74 yards par RB Jonathan Ward à la suite d'une réception d'une passe de QB Shane Morris + 1 point de conversion par K Michael Armstrong | 7     | 14    |
| 1           | 01:09       | 4           | 65          | 02:01       | WYO         | TD de 45 yards par WR C.J. Johnson à la suite d'une réception d'une passe de QB Josh Allen + 1 point de conversion par K Cooper Rothe         | 7     | 21    |
| 2           | 13:48       | 4           | 8           | 01:21       | WYO         | FG de 27 yards par K Cooper Rothe | 7     | 24    |
| 2           | 04:57       | 5           | 17          | 01:57       | WYO         | FG de 28 yards par K Cooper Rothe | 7     | 27    |
| 3           | 05:15       | 11          | 61          | 05:26       | WYO         | FG de 20 yards par K Cooper Rothe | 7     | 30    |
| 3           | 03:08       | 7           | 65          | 02:07       | CMU         | TD à la suite d'une course de 3 yards par RB Jonathan Ward + 1 point de conversion par K Michael Armstrong                                    | 14    | 30    |
| 4           | 11:23       | -           | -           | -           | WYO         | TD à la suite d'un fumble recouvert et retourné sur 58 yards par DE Carl Granderson + 1 point de conversion par K Cooper Rothe                | 14    | 37    |
| Score final | Score final | Score final | Score final | Score final | Score final | Score final | 14    | 37    |

## Statistiques
| Meilleur joueur (MVP) |         |       |
| Nom                   | Équipe  | Poste |
| Josh Allen            | Wyoming | QB    |

| Statistiques par équipe                |                                                                 |                                                                   |
| Statistiques                           | CMU                                                             | WYO                                                               |
| 1er down                               | 18                                                              | 15                                                                |
| 1er down à la course                   | 3                                                               | 6                                                                 |
| 1er down à la passe                    | 12                                                              | 8                                                                 |
| 1er down suite pénalité                | 3                                                               | 1                                                                 |
| Conversion de 3e down                  | 3/12                                                            | 6/15                                                              |
| Conversion de 4e down                  | 3/3                                                             | 0/0                                                               |
| Jeux–yards                             | 70 jeux pour 364 yards gagnés                                   | 61 jeux pour 275 yards gagnés                                     |
| Yards à la course                      | 27 courses pour 18 yards nets gagnés Moyenne de 0,7 yard/course | 42 courses pour 121 yards nets gagnés Moyenne de 2,9 yards/course |
| Yards à la passe                       | 346                                                             | 154                                                               |
| Passes : Réussies-Tentées-Interceptées | 26/43 passes complétées, 4 interceptions                        | 11/19 passes complétées, 0 interception                           |
| Réussite en zone rouge/chances         | 1/1                                                             | 4/4                                                               |
| TD                                     |                                                                 |                                                                   |
| Field Goals                            | 0/0                                                             | 3/3                                                               |
| Sacks (Nombre-Yards)                   | 3 pour 18 yards adverses perdus                                 | 5 pour 35 yards adverses perdus                                   |
| Fumbles (Nombre/Perdus)                | 6/4                                                             | 0/0                                                               |
| Pénalités (Nombre/Yards perdus)        | 7 pour 61 yards perdus                                          | 5 pour 49 yards perdus                                            |
| Temps de possession                    | 29:14                                                           | 30:43                                                             |

| Statistiques individuelles |                    |                                                                         |
| Quaterbacks                |                    |                                                                         |
| CMU                        | MORRIS, Shane      | 23/39 passes complétées, 329 yards, 1 TD, 4 interceptions 5 sacks subis |
| WYO                        | ALLEN, Josh        | 11/19 passes complétées, 154 yards, 3 TDs, 3 sacks subis                |
| Meilleurs coureurs         |                    |                                                                         |
| CMU                        | WARD, Jonathan     | 12 courses pour 29 yards nets gagnés, 1 TD, moyenne de 2,4 yards/course |
| WYO                        | OVERSTREET, Kellen | 21 courses pour 85 yards nets gagnés, moyenne de 4 yards/course         |
| Meilleurs receveurs        |                    |                                                                         |
| CMU                        | WARD, Jonathan     | 7 réceptions pour 109 yards, et 1 TD                                    |
| WYO                        | JOHNSON, C.J.      | 3 réceptions pour 63 yards et 1 TD                                      |
| Meilleurs tackleurs        |                    |                                                                         |
| CMU                        | FOUNTAIN, Malik    | 8 tacles dont 7 en solo                                                 |
| WYO                        | WILSON, Logan      | 9 tacles en solo, 1 fumble forcé, 1 interception                        |